# Playoffs NBA 1984
Los Playoffs de la NBA de 1984 fueron el torneo final de la temporada 1983-84 de la NBA. Concluyó con la victoria de Boston Celtics, campeón de la Conferencia Este, sobre Los Angeles Lakers, campeón de la Conferencia Oeste, por 4-3.
Fueron los primeros playoffs que permitieron 16 equipos, un formato que actualmente sigue vigente. El MVP de las Finales fue Larry Bird de los Celtics, consiguiendo este título por primera vez en su carrera.
Esta era la primera vez en la que Boston y Lakers se encontraban desde 1969, los históricos rivales se vieron las caras siete veces en los playoffs entre 1959 a 1969, en el mejor momento de la historia de Boston. En los playoffs de 1984 los Lakers ya habían ganado dos campeonatos en los ochenta y los Celtics solo llevaban uno en esta década.
Detroit Pistons consiguieron clasificarse en estos playoffs, cosa que no conseguían desde su última aparición en 1977, y consegirían clasificarse en todas las ocasiones hasta 1993.

## Clasificación de la temporada regular

### Conferencia Este
Boston Celtics con el mejor balance de la temporada dispuso de la ventaja de campó que ayudó a que consiguiese el título.
A continuación se muestran la lista de los equipos clasificados en la Conferencia Este:
1. Boston Celtics
2. Milwaukee Bucks
3. Philadelphia 76ers
4. Detroit Pistons
5. New York Knicks
6. New Jersey Nets
7. Atlanta Hawks
8. Washington Wizards

### Conferencia Oeste
Lakers con el mejor récord de la conferencia llegaron hasta las Finales de la NBA.
A continuación se muestran la lista de los equipos clasificados en la Conferencia Oeste:
1. Los Angeles Lakers
2. Utah Jazz
3. Portland Trail Blazers
4. Dallas Mavericks
5. Seattle Supersonics
6. Phoenix Suns
7. Denver Nuggets
8. Kansas City Kings

## Tabla
|  | Primera Ronda     | Primera Ronda | Primera Ronda |   |              | Semifinales de Conferencia | Semifinales de Conferencia | Semifinales de Conferencia |  |   | Finales de Conferencia | Finales de Conferencia | Finales de Conferencia |  |    | Finales NBA | Finales NBA | Finales NBA |
|  |                   |               |               |   |              |                            |                            |                            |  |   |                        |                        |                        |  |    |             |             |             |
|  | 1                 | Los Angeles   | 3             |   |              |                            |                            |                            |  |   |                        |                        |                        |  |    |             |             |             |
|  | 8                 | Kansas City   | 0             |   |              |                            |                            |                            |  |   |                        |                        |                        |  |    |             |             |             |
|  | 8                 | Kansas City   | 0             |   | 1            | Los Angeles                | 4                          |                            |  |   |                        |                        |                        |  |    |             |             |             |
|  |                   |               |               |   | 1            | Los Angeles                | 4                          |                            |  |   |                        |                        |                        |  |    |             |             |             |
|  |                   | 4             | Dallas        | 1 |              |                            |                            |                            |  |   |                        |                        |                        |  |    |             |             |             |
|  | 4                 | 4             | Dallas        | 1 | Dallas       | 3                          |                            |                            |  |   |                        |                        |                        |  |    |             |             |             |
|  | 4                 |               |               |   | Dallas       | 3                          |                            |                            |  |   |                        |                        |                        |  |    |             |             |             |
|  | 5                 | Seattle       | 2             |   |              |                            |                            |                            |  |   |                        |                        |                        |  |    |             |             |             |
|  | 5                 | Seattle       | 2             |   |              |                            |                            |                            |  | 1 | Los Angeles            | 4                      |                        |  |    |             |             |             |
|  | Conferencia Oeste |               |               |   |              |                            |                            |                            |  | 1 | Los Angeles            | 4                      |                        |  |    |             |             |             |
|  |                   | 6             | Phoenix       | 2 |              |                            |                            |                            |  |   |                        |                        |                        |  |    |             |             |             |
|  | 3                 | 6             | Phoenix       | 2 | Portland     | 2                          |                            |                            |  |   |                        |                        |                        |  |    |             |             |             |
|  | 3                 |               |               |   | Portland     | 2                          |                            |                            |  |   |                        |                        |                        |  |    |             |             |             |
|  | 6                 | Phoenix       | 3             |   |              |                            |                            |                            |  |   |                        |                        |                        |  |    |             |             |             |
|  | 6                 | Phoenix       | 3             |   | 6            | Phoenix                    | 4                          |                            |  |   |                        |                        |                        |  |    |             |             |             |
|  |                   |               |               |   | 6            | Phoenix                    | 4                          |                            |  |   |                        |                        |                        |  |    |             |             |             |
|  |                   | 2             | Utah          | 2 |              |                            |                            |                            |  |   |                        |                        |                        |  |    |             |             |             |
|  | 2                 | 2             | Utah          | 2 | Utah         | 3                          |                            |                            |  |   |                        |                        |                        |  |    |             |             |             |
|  | 2                 |               |               |   | Utah         | 3                          |                            |                            |  |   |                        |                        |                        |  |    |             |             |             |
|  | 7                 | Denver        | 2             |   |              |                            |                            |                            |  |   |                        |                        |                        |  |    |             |             |             |
|  | 7                 | Denver        | 2             |   |              |                            |                            |                            |  |   |                        |                        |                        |  | O1 | Los Ángeles | 3           |             |
|  |                   |               |               |   |              |                            |                            |                            |  |   |                        |                        |                        |  | O1 | Los Ángeles | 3           |             |
|  |                   | E1            | Boston        | 4 |              |                            |                            |                            |  |   |                        |                        |                        |  |    |             |             |             |
|  | 1                 | E1            | Boston        | 4 | Boston       | 3                          |                            |                            |  |   |                        |                        |                        |  |    |             |             |             |
|  | 1                 |               |               |   | Boston       | 3                          |                            |                            |  |   |                        |                        |                        |  |    |             |             |             |
|  | 8                 | Washington    | 1             |   |              |                            |                            |                            |  |   |                        |                        |                        |  |    |             |             |             |
|  | 8                 | Washington    | 1             |   | 1            | Boston                     | 4                          |                            |  |   |                        |                        |                        |  |    |             |             |             |
|  |                   |               |               |   | 1            | Boston                     | 4                          |                            |  |   |                        |                        |                        |  |    |             |             |             |
|  |                   | 5             | New York      | 3 |              |                            |                            |                            |  |   |                        |                        |                        |  |    |             |             |             |
|  | 4                 | 5             | New York      | 3 | Detroit      | 2                          |                            |                            |  |   |                        |                        |                        |  |    |             |             |             |
|  | 4                 |               |               |   | Detroit      | 2                          |                            |                            |  |   |                        |                        |                        |  |    |             |             |             |
|  | 5                 | New York      | 3             |   |              |                            |                            |                            |  |   |                        |                        |                        |  |    |             |             |             |
|  | 5                 | New York      | 3             |   |              |                            |                            |                            |  | 1 | Boston                 | 4                      |                        |  |    |             |             |             |
|  | Conferencia Este  |               |               |   |              |                            |                            |                            |  | 1 | Boston                 | 4                      |                        |  |    |             |             |             |
|  |                   | 2             | Milwaukee     | 1 |              |                            |                            |                            |  |   |                        |                        |                        |  |    |             |             |             |
|  | 3                 | 2             | Milwaukee     | 1 | Philadelphia | 2                          |                            |                            |  |   |                        |                        |                        |  |    |             |             |             |
|  | 3                 |               |               |   | Philadelphia | 2                          |                            |                            |  |   |                        |                        |                        |  |    |             |             |             |
|  | 6                 | New Jersey    | 3             |   |              |                            |                            |                            |  |   |                        |                        |                        |  |    |             |             |             |
|  | 6                 | New Jersey    | 3             |   | 6            | New Jersey                 | 2                          |                            |  |   |                        |                        |                        |  |    |             |             |             |
|  |                   |               |               |   | 6            | New Jersey                 | 2                          |                            |  |   |                        |                        |                        |  |    |             |             |             |
|  |                   | 2             | Milwaukee     | 4 |              |                            |                            |                            |  |   |                        |                        |                        |  |    |             |             |             |
|  | 2                 | 2             | Milwaukee     | 4 | Milwaukee    | 3                          |                            |                            |  |   |                        |                        |                        |  |    |             |             |             |
|  | 2                 |               |               |   | Milwaukee    | 3                          |                            |                            |  |   |                        |                        |                        |  |    |             |             |             |
|  | 7                 | Atlanta       | 2             |   |              |                            |                            |                            |  |   |                        |                        |                        |  |    |             |             |             |